# Nichallea soyauxii
Nichallea soyauxii är en måreväxtart som först beskrevs av William Philip Hiern, och fick sitt nu gällande namn av Diane Mary Bridson. Nichallea soyauxii ingår i släktet Nichallea och familjen måreväxter. Inga underarter finns listade i Catalogue of Life.